# Юрікюла
Ю́рікюла (ест. Jüriküla) — село в Естонії, у волості Пуурмані повіту Йиґевамаа.

## Населення
Чисельність населення на 31 грудня 2011 року становила 64 особи.

## Географія
Село Юрікюла межує з південно-західною околицею селища Пуурмані.
Через село проходить автошлях 14179 (Пуурмані — Юрікюла — Кірна).
Поблизу села тече річка Педья.